# Немачко војно гробље на Кошутњаку
Немачко војно гробље (изворно: Гробље немачких хероја 1915) је назив за некадашње гробље које се налазило на рубу Кошутњака према Бановом брду, између децембра 1915. и краја Другог светског рата, а подигнуто је по наређењу немачког фелдмаршала Аугуста фон Макензена.
Данас су очувана само три објекта бившег гробља: споменик припадницима 208. пруског резервног пешадијског пука, камена клупа намењена кајзеру Вилхелму II, споменик погинулим српским војницима са двојезичним епитафом на немачком и српском језику: „Овде почивају српски јунаци”, који представља јединствен пример у свету подизања споменика и одавања признања херојства непријатељским војницима, као и делови ограде гробља.

## Историјат

### Борбе на Кошутњаку 1915.
У току Првог светског рата, здружене аустроугарске и немачке снаге су 5. октобра 1915. године покренуле нову офанзиву на Краљевину Србију. Непријатељску групу армија предводио је немачки фелдмаршал Аугуст фон Макензен и њени делови су за свега неколико дана успели да заузму највећи део Београда. Међутим, током борби на Топчидеру и Кошутњаку, браниоци су пружили снажан отпор и ту је свега 36 српских војника Седмог пешадијског пука, заједно са два Британца и једним Французом, успело да читава два дана заустави продор 208. пруског резервног пешадијског пука. У овом сукобу су изгинули сви браниоци, док је на другој страни погинуло преко 200 немачких војника.
По престанку војних дејстава на подручју Београда, окупационе власти су отпочеле изградњу гробља у децембру 1915. године и одлучиле да овде сахране 2.600 немачких војника погинулих на територији Србије у Првом светском рату. Фелдмаршал Макензен је био обавештен о херојску бранилаца на Кошутњаку, због чега је наредио да у оквиру истог комплекса буде изграђена и гробница за погинуле српске војнике уз двојезични епитаф на немачком и српском језику: „Овде почивају српски јунаци”. У оквиру гробља, налазили су се споменик погинулим припадницима 208. пруског резервног пешадијског пука, мермерна пирамида за припаднике 22. резервног корпуса војске Аустроугарске и камена клупа за немачког цара Вилхелма II (дело вајара Оскара Тарјана), уочи његове ратне посете Београду 1916. године.

За уређење гробља старао се пруски поручник Хајнрих Шулц. Приликом изградње гробља, коришћен је мермер који је 1911. године купила Београдска општина за потребе реконструкције Теразија. Командант XXII немачког резервног корпуса је на свечаности 3. децембра 1916. године, предао гробље војном гувернеру Србије, након чега је служено опело и свиран Посмртни марш.

### Међуратни период
У мирнодопском међуратном периоду, сваке године су на гробљу одржаване комеморације и церемоније, којима је редовно присуствовао и краљ Александар I Карађорђевић. Уважавао се Макензенов потез подизања споменика са епитафом српским браниоцима, због чега је и он сам ослобођен након заробљавања на крају рата.
Дана 18. новембра 1928. године, извршена је ексхумација 18 српских војника сахрањених на овом гробљу и они су пренети у спомен-костурницу у Јакшићевој кули на Београдској тврђави. Београдска општина је средином тридесетих година заменила оронуле дрвене крсте, новим каменим плочама са оригиналним натписима који су садржали име, презиме, чин и јединицу сваког погинулог војника.
Немачки посланик Виктор фон Херен се залагао за очување и редовно одржавање гробља.

### Други светски рат
Од јесени 1941. године, немачка окупациона управа у Србији почиње поново да користи гробље и на њему сахрањује погинуле припаднике Вермахта и СС-а, који су страдали на територији окупиране Србије и деловима Независне Државе Хрватске у борбама са партизанима и Југословенском војском у Отаџбини.
Како се гробље почело ширити, а процене говоре о око 2.000 сахрањених немачких војника из Другог светског рата, дошло се у ситуацију да заузима површину од преко шест хектара. 

## Судбина гробља
Није познато када је гробље сасвим уклоњено, али је извесно до тога дошло након ослобођења Београда 1944. године. Поједини извори наводе да су неки делови измештени на Ново гробље.
Одређени радови на санацији су извршени 1985. године, уочи доласка немачког канцелара Хелмута Кола у Београд, када је положио цвеће на споменик српским војницима.
До данас су сачувани споменик припадницима 208. пруског резервног пешадијског пука, камена клупа Вилхелма II и споменик погинулим српским војницима са двојезичним епитафом на немачком и српском језику. Републички завод за заштиту споменика културе Београд је 2015. године израдио студију обнове и уређења некадашњег комплекса.